# Манукян, Давид Сасуникович
Давид Сасуникович Манукян (укр. Давид Сасунікович Манукян; 19 ноября 1969, Ленинакан, Армянская ССР, СССР) — советский и украинский борец греко-римского стиля, призёр чемпионата Европы, участник Олимпийских игр 2000 года в Сиднее.

## Биография
Греко-римской борьбой начал заниматься в 1979 году. Выступал за борцовский клуб «Чемпион» (Запорожье) и спортивное общество «Спартак» (Запорожье). Тренировался под руководством Евгения Черткова. В 1989 году стал победителем молодёжного первенства СССР. С 1987 по 1990 годы входил в состав молодёжной сборной команды СССР. В 1994—2003 годах защищал цвета сборной команды Украины. В 1999 году победил на Первых Всеукраинских летних спортивных играх. В апреле 2000 года в Москве в финале чемпионата Европы уступил белорусу Вячеславу Макаренко. В сентябре 2000 года на Олимпийских играх в Сиднее на групповой стадии провёл три схватки, в которых одержал три победы, сначала одолел Вячеслава Макаренко, затем Фаафетая Иутану из Самоа, после выиграл у поляка Артура Михалкевича и вышел в полуфинал, где уступил Мэтту Линдлэнду из США, а в схватке за бронзовую медаль проиграл финну Марко Юли-Ханнуксела, в итоге занял 4 место и остался без медали.

## Спортивные результаты
- Чемпионат мира по борьбе 1997 — 11;
- Чемпионат Европы по борьбе 1998 — 8;
- Чемпионат мира по борьбе 1998 — 10;
- Чемпионат Европы по борьбе 1999 — 7;
- Чемпионат мира по борьбе 1999 — 17;
- Чемпионат Европы по борьбе 2000 — ;
- Олимпийские игры 2000 — 4;

## Образование
В 2004 году окончил Запорожский Национальный Университет.